# Хвороба, яку спричинює вірус Маяро
Хвороба, яку спричинює вірус Маяро (англ. Mayaro virus disease, ісп. Mayaro) — зоонозна ендемічна інфекційна хвороба, яку передають москіти. Хоча хвороба поширена в Америці, проте були завози її до інших континентів. Поширення Aedes albopictus у декілька країн підкреслює ризик потенційної міської передачі цієї хвороби як у тропічних, так і в помірних регіонах.

## Історичні факти
Вперше від людини вірус Маяро виділено у 1954 році в Тринідаді від хворих лісних працівників.

## Актуальність
Ізоляти цього вірусу виділені від людей, диких хребетних і комарів окрім Тринідаду ще в Колумбії, Бразилії, Суринамі, Гаяні, Французькій Гвіані, Перу та Болівії. Результати серологічних досліджень вказують на те, що хвороба відносно поширена серед людей, які проживають у сільській місцевості, потрапляють у лісисті райони для роботи та відпочинку на півночі Південної Америки та в басейні Амазонки. Описано кілька невеликих спалахів захворювання на у жителів сільських громад північної Бразилії та східної Болівії. Випадки захворювання у людей загалом епізодичні та найчастіше трапляються у тих, хто нещодавно побував у вологих тропічних лісах. Хоча вірус Маяро, його комарі-переносники та дикі хребетні господарі, безсумнівно, співіснують у неотропічних лісах упродовж тривалого часу, останні демографічні зміни у тропічній Південній Америці змінюють частоту цієї ендемічної хвороби у людей. У міру збільшення людської популяції в регіоні та кількості тих, хто потрапляє в лісисті місця для роботи та відпочинку, кількість осіб, яким загрожує зараження вірусом Маяро, збільшується.

## Етіологія
Вірус Маяро має структуру, подібну до інших альфавірусів. Це оболонковий вірус і має ікосаедричний капсид діаметром 70 нм. Геном вірусу має лінійно позитивно-чутливу одноланцюгову РНК з 11 429 нуклеотидами, за винятком 5 ’нуклеотиду з кришкою та 3’ полі (А) хвоста. 5'-проксимальний ORF кодує поліпротеїн, який після розщеплення утворює неструктурні білки (nsP1, nsP2, nsP3, nsP4), а 3'-проксимальний ORF з промоторними кодами 26S для поліпротеїну, який розщеплюється на структурні білки для утворення капсидних білків і глікопротеїни оболонки на поверхні (E1, E2, E3, C, 6K). Неструктурні білки (nsP) виконують різні функції в циклі розмноження вірусу. NsP1 — це фермент, який обмежує мРНК, nsP2 має протеазну активність, а nsP4 — РНК-полімеразну.
Аналіз послідовностей вірусу виявив два генотипи (D і L). Генотип D поширений у Тринідаді, Бразилії, Французькій Гаяні, Суринаму, Перу та Болівії, тоді як генотип L обмежений північно-центральним районом Бразилії.

## Епідеміологічні особливості
Цей вірус передається москітами роду Haemagogus у сильватичних циклах та Aedes у сільських, приміських і міських циклах.

## Патогенез
Не вивчений. Передбачається, що він має багато спільного з іншими альфавірусними хворобами (чікунгунья, О'ньйонг'ньйонг, тощо) і, частково, з гарячкою денге.

## Клінічні прояви
Характеризується гарячкою з ознобом, головним болем, міалгіями, артралгіями, висипом, зрідка діареєю.

## Діагностика
Застосовується виділення вірусу, полімеразна ланцюгова реакція, серологічні реакції.

## Лікування
Дослідження показали, що фактор пригнічення міграції макрофагів відіграє вирішальну роль у формуванні клінічної тяжкості індукованого збудником ураження опорно-рухового апарату і може стати ціллю для розробки противірусних препаратів для вірусу Маяро та інших альфавірусів. Зазвичай, проводиться ситуативна патогенетична терапія.

## Профілактика
За відсутності ліцензованої вакцини та клінічно перевірених препаратів проти цієї хвороби, профілактика зосереджується головним чином на боротьбі з комарами в місцях мешкання людей.